# 原大策
原 大策（はら だいさく、1980年7月8日 - ）は、NHKのアナウンサー。

## 人物
千葉県船橋市出身。立教大学卒業後、2004年（平成16年）に入局。
- 必要に応じて心身を鍛え直す点を自覚している[2]。
- 高校時代にラジオドラマを制作して『NHK放送コンテスト』に参加し、全国3位に入賞したことがあると自ら語っている[3]。
- 北海道の函館放送局と北見放送局に赴任した経験がある。北見放送局時代にカーリングをしていた[3]。
- 2023年度からは、東京アナウンス室へ異動した池間昌人の後継として、おきなわHOTeyeのキャスターを2年間務めた。
  - 2022年度末をもって3年間フィールドリポーターを担当した『首都圏ネットワーク』を卒業し、沖縄局へ異動することを番組内で発表。
  - 2018年11月から、2023年3月まで、東京アナウンス室で『首都圏ネットワーク』のリポーター・ニュースリーダー・フィールドリポーターを務めており、東京アナウンスと沖縄局の両方で、夕方ローカルニュースのリポーター・ニュースリーダーと、キャスターを務めたことになる[4]。

## 現在の担当番組
- 東海 ドまんなか!（キャスター：2025年4月4日 - ）[5]
- 東海3県・東海北陸のニュース

## 過去の担当番組
甲府放送局時代（2004年度 - 2007年度）
- 山梨のニュース・中継・リポート

北見放送局時代（2008年度）
- まるごとニュース北海道オホーツク

函館放送局時代（2009年度 - 2011年度）
- どどんと道南ラジオ
- いくぞ〜!北の出会い旅
- 北海道道南のニュース・中継・リポート

大阪放送局時代（2012年度 - 2014年度）
- ウイークエンド関西（キャスター：2013年4月6日 - 2014年3月29日）
- ゆうどきネットワーク 関西発（リポーター）※不定期出演
- 上方演芸会（司会）
- ひるブラ「世界が認める"切れ味"～大阪府堺市～」（2014年6月18日）
- 関西845
- 関西のニュース・中継・リポート

奈良放送局時代（2015年度 - 2018年7月）
- ニュースほっと関西（森田洋平・青井実のキャスター代行など）
- ならナビ（キャスター）[注釈 1]
- なら845（不定期）

東京アナウンス室時代（2018年8月 - 2022年度）　
- 首都圏ネットワーク　
  - リポーター・ニュースリーダー（2018年8月13日 - 2020年3月）
  - フィールドリポーター（2020年3月30日 - 2023年3月24日）浅野里香と隔週交代
- きょうの料理（司会）（2019年4月3日 - 2023年3月）
- ニュース・気象情報・リポート（主に関東甲信越ローカル）
- ラジオニュース（不定期）
- アイデア対決・全国高等専門学校ロボットコンテスト2018関東甲信越地区大会（司会：2018年12月18日）
- 首都圏ネットワーク（代理キャスター）（2019年8月5日 - 9日、12月13日[注釈 2]、2020年8月17日 - 21日、9月14日 - 18日、2021年8月2日 - 18日、8月30日 - 9月3日[注釈 3]、2022年5月2日[注釈 4]、2023年1月30日 - 2月3日）
- BSニュース 4K（NHK BS1・糸井羊司の代理キャスター）（2019年12月4日）
- マイあさ!（宮崎大地の代理キャスター）（2020年8月15日、16日）
- 首都圏ニュース845（上原光紀の代理キャスター）（2021年10月19日、2022年3月3日、7月4日 - 8日、2023年2月3日）
- ラジオ正午ニュース、きょうのニュース、Nらじ（NHKラジオ第1 2022年6月20日、21日、23日 野村正育の代行）
- 平野レミの早わざレシピ 2022年秋（進行）（2022年11月23日）
- ニュース山梨845（勤務経験のある初任地の甲府放送局の応援要員）（2022年12月21日）
- 山梨のニュース（勤務経験のある初任地の甲府放送局の応援要員）（2022年12月22日、23日）

沖縄放送局時代（2023年度 - 2024年度）
- おきなわHOTeye（キャスター：2023年4月3日 - 2025年3月28日）
- 沖縄のニュース・中継・リポート

名古屋放送局時代（2025年度 - ）
・まるっと!（山田大樹の代理キャスター、2025年7月28日-8月1日）